# Смирнов, Владимир Михайлович (лыжник)
Влади́мир Миха́йлович Смирно́в (род. 7 марта 1964, Щучинск, Целинный край) — советский и казахстанский лыжник, олимпийский чемпион 1994 года, 4-кратный чемпион мира, 4-кратный серебряный и двукратный бронзовый призёр Олимпийских игр, многократный чемпион СССР. Первый олимпийский чемпион в истории независимого Казахстана. Бывший член МОК. Двукратный обладатель Большого Хрустального глобуса (сезоны 1990/91, 1993/94). Один из сильнейших лыжников мира второй половины 1980-х и в 1990-е годы.
С 1980 по 1992 год выступал в составе сборных СССР и СНГ, с 1992 по 1999 год — под флагом Казахстана.
Заслуженный мастер спорта СССР (1988). Заслуженный мастер спорта Казахстана.

## Биография
Родился в 1964 году в Щучинске Кокчетавской области Казахской ССР. Лыжным спортом заниматься начал в раннем школьном возрасте. Первым тренером был учитель физкультуры Владимир Браташов. Затем тренировался у заслуженного тренера Казахской ССР Александра Унгефука.
В 15 лет на Первенстве СССР среди юношей в 1979 году занял второе и четвёртое места и впервые был включен в состав юношеской сборной СССР по лыжным гонкам. С 1981 года начал выступать на юниорских чемпионатах мира, где побеждал в эстафетных гонках в составе команды.
Принимал участие в семи Чемпионатах мира, четырежды завоевывал золотую медаль (1987, 1989, 1993, 1995), а также 4 серебряных и 3 бронзовых медали. Дважды был обладателем Кубка мира: 1991/92 и 1993/94. Неоднократно становился чемпионом Советского Союза. Признан лучшим спортсменом года Конгрессом Азиатских журналистов в 1996 году.
Также принимал участие в четырёх Олимпийских Играх: XV Олимпийские зимние игры, Калгари, 1988, 30 км: серебряная медаль, 15 км: бронзовая медаль, эстафетная гонка 4×10 км: серебряная медаль, XVI Олимпийские зимние игры, Албервилль, 1992, XVII Олимпийские зимние игры, Лиллехаммер, 1994: 50 км классическим стилем (золотая медаль), 10 км классическим (серебряная медаль), 15 км гонка преследования (серебряная медаль), XVIII Олимпийские зимние игры, Нагано, 1998: 15 км (бронзовая медаль).
С 1980 г. по 1992 г. выступал в составе сборной СССР, представляя Казахстан. После распада Советского Союза, проживая и тренируясь за границей, во всех ответственных соревнованиях всегда выступал под флагом Казахстана (1992—1998). Олимпийским чемпионом стал в 1994 году, представляя республику Казахстан.
Выступления в большом спорте закончил в 1999 году. На 110-й внеочередной сессии Международного Олимпийского Комитета, проходившей в декабре 1999 года в Лозанне, избран его полноправным членом.
На Олимпиаде в Нагано спортсменами В. Смирнов был избран в Комиссию спортсменов Международного олимпийского комитета. В 2000 году избран членом исполкома МОК.
В 2002—2010 гг. был президентом Федерации биатлона Казахстана.
В 2004—2005 гг. работал ассистентом спортивного директора Международного союза биатлонистов.
В 2006—2010 гг. Конгрессом МСБ Смирнов был избран вице-президентом по спорту.
В 2007 году был избран первым Вице-президентом Ассоциации лыжных видов спорта Казахстана.
В 2005—2014 гг. работал заместителем Полномочного представителя «Скания Казахстан», генеральным директором ТОО «Скания Сентрал Эйша», советником «Скания» по СНГ.
Написал книги «Смирре» вместе с Марит Кристенсен (Смирре — лис из сказки Сельмы Лагерлёф «Чудесное путешествие Нильса с дикими гусями») и «Человек-победитель» с А. Арих, П. Е. Исаксен, Л. Нельдинг, Т. Аян.
Возглавлял комитет по выдвижению Алма-Аты на проведение зимних Олимпийских игр 2014 года.
С 2014 года — генеральный директор Корпоративного Фонда "Президентский профессиональный спортивный клуб «Астана».
Будучи активным, не лишенным предпринимательской жилки человеком, В.Смирнов выступил учредителем и является владельцем лимонадной компании Vasabryggeri. Основатель компаний Vladismir AB, Vladimir SMIRRE Smirnov AB, ROG AB вместе с Olof Hellstrom. Является независимым Членом Совета директоров Казахстанского оператора теле-мобильных коммуникаций «Кселл», где возглавляет комитет стабильности с июня 2014 г.

## История выступлений

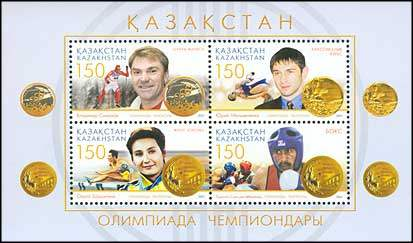
Почтовая марка Казахстана, 2007 год: Смирнов, Мельниченко, Шишигина, Ибраимов

После XIV Олимпийских игр в Сараево советский лыжный спорт оказался в затяжном кризисе. Он был связан с ураганным развитием так называемого конькового хода, впервые примененного ещё до Олимпиады и не оцененного советским тренерским штабом. Скандинавские гонщики, принявшие коньковый ход на вооружение, прочно оккупировали верхние строки на чемпионатах и кубках мира в период с 1985 по 1987 годы. Швед Гунде Сван и вовсе считался непобедимым. Первым лыжником, кто смог обойти Свана на этапе Кубка мира, был Смирнов, а к Олимпиаде 1988 года в Калгари он уже считался одним из фаворитов. Однако он не стал олимпийским чемпионом Калгари, но завоевал две серебряные и одну бронзовую медаль.
Соперничество с Гунде Сваном продолжилось в 1989 году на чемпионате мира в финском Лахти, где Смирнов стал чемпионом в гонке на 30 км.
На чемпионате мира 1991 года в итальянском Валь-ди-Фьемме на первые роли вышло новое поколение норвежских лыжников во главе со знаменитыми Бьорном Дэли и Вегардом Ульвангом (с последним впоследствии Владимира Смирнова связывала крепкая дружба). Смирнов выиграл серебро на своей любимой 30-ке, а затем взял бронзу в гонке на 15 км свободным стилем.
На Олимпийских играх 1992 года в Альбервилле Смирнов не смог приблизиться к пьедесталу ни в одной из гонок.
После распада Советского Союза, с 1992 по 1998 годы, проживал и тренировался в Швеции, выступал за шведский клуб, во всех международных соревнованиях участвовал под флагом Казахстана.
Чемпионат мира 1993 года в шведском Фалуне прошёл в острой борьбе с Дэли и другими членами норвежской команды. Смирнов выиграл серебро в гонках на 10 км классикой и в 15 км гонке преследования, бронзу на 30 км классикой. В 15 км гонке преследования в Фалуне он лидировал до последних сантиметров и только отчаянный шпагат Дэли отнял у Смирнова золото.
Первая гонка на Олимпиаде 1994 года в Лиллехаммере на 30 км заставила всех вздрогнуть и вспомнить об «альбервильском кошмаре». Но затем Смирнов взял все то же серебро в обеих спринтерских гонках на 10 км и преследования на 15 км. Гонка на 50 км никогда не была коньком Владимира, но он выдержал все 50 километров и стал чемпионом.
Послеолимпийский чемпионат мира 1995 года в канадском Тандер-Бее стал полным его триумфом. Он выиграл золото на трех стартовых гонках на 30, 10 и 15 км и бронзу на 50 км.
На Олимпиаде в Нагано в 1998 году он выиграл ещё одну бронзовую медаль в гонке преследования на 15 км, после чего объявил о завершении карьеры. В 1999 году Смирнов ещё принял участие в Азиатских играх, где завоевал два золота и одно серебро в трёх гонках.

### Победные Кубки мира Владимира Смирнова (2)
| Место | Спортсмен        | Очки |
| ----- | ---------------- | ---- |
| 1     | Владимир Смирнов | 163  |
| 2     | Торгни Могрен    | 129  |
| 3     | Бьёрн Дели       | 105  |
| 3     | Вегард Ульванг   | 105  |
| 5     | Кристен Шельдаль | 76   |

| Место | Спортсмен        | Очки |
| ----- | ---------------- | ---- |
| 1     | Владимир Смирнов | 830  |
| 2     | Бьёрн Дели       | 680  |
| 3     | Яри Исомется     | 442  |
| 4     | Мика Мюллюля     | 430  |
| 5     | Сильвио Фаунер   | 412  |

## Результаты Владимира Смирнова на Кубке мира
| Сезон   | Генеральный зачет | Генеральный зачет | Дистанционные виды | Дистанционные виды | Спринт | Спринт |
| Сезон   | Очки              | Место             | Очки               | Место              | Очки   | Место  |
| ------- | ----------------- | ----------------- | ------------------ | ------------------ | ------ | ------ |
| 1982/83 | 4                 | 59.               | -                  | -                  | -      | -      |
| 1983/84 | 22                | 31.               | -                  | -                  | -      | -      |
| 1984/85 | 21                | 30.               | -                  | -                  | -      | -      |
| 1985/86 | 78                | 3.                | -                  | -                  | -      | -      |
| 1986/87 | 64                | 5.                | -                  | -                  | -      | -      |
| 1987/88 | 71                | 5.                | -                  | -                  | -      | -      |
| 1988/89 | 74                | 5.                | -                  | -                  | -      | -      |
| 1989/90 | 74                | 7.                | -                  | -                  | -      | -      |
| 1990/91 | 163               | 1.                | -                  | -                  | -      | -      |
| 1991/92 | 93                | 3.                | -                  | -                  | -      | -      |
| 1992/93 | 649               | 2.                | -                  | -                  | -      | -      |
| 1993/94 | 830               | 1.                | -                  | -                  | -      | -      |
| 1994/95 | 866               | 2.                | -                  | -                  | -      | -      |
| 1995/96 | 1034              | 2.                | -                  | -                  | -      | -      |
| 1996/97 | 309               | 9.                | 193                | 3.                 | 34     | 37.    |
| 1997/98 | 431               | 3.                | 184                | 4.                 | 247    | 3.     |

## Личная жизнь
В настоящее время является гражданином Швеции. Жена Валентина, имеет двух дочерей — Анну (1991 г.р.) и Каролину (1999 г.р.).

## Признание, награды
Награждён орденом Дружбы Народов (1988 г.) и казахстанским орденом «Данк» (4 июля 1995 года) из рук президента РК.
Медаль «20 лет независимости Республики Казахстан».
Награждён высшей норвежской лыжной наградой — Хольменколленской медалью.
Почетный гражданин города Кокшетау (Кокчетава).